# WASP-6b
Coordonate:  23h 12m 37.75s, −22° 40′ 6.1″
WASP-6b (Boinayel), este o exoplanetă situată la aproximativ 650 de ani-lumină distanță, în constelația Vărsătorul. A fost descoperită în 2008, de către sondajul WASP, prin metoda tranzitului astronomic în fața stelei sale gazdă, WASP-6. Planeta orbitează steaua sa la o distanță de doar 4% din distanța dintre Pământ și Soare. Are o masă jumătate din cea a lui Jupiter, dar radiația intensă a provocat o expansiune termică, făcând-o mai mare decât Jupiter. Prin urmare, este clasificată ca un Jupiter fierbinte umflat. Petele solare de pe WASP-6 au permis o estimare mai precisă a masei și razei planetei.

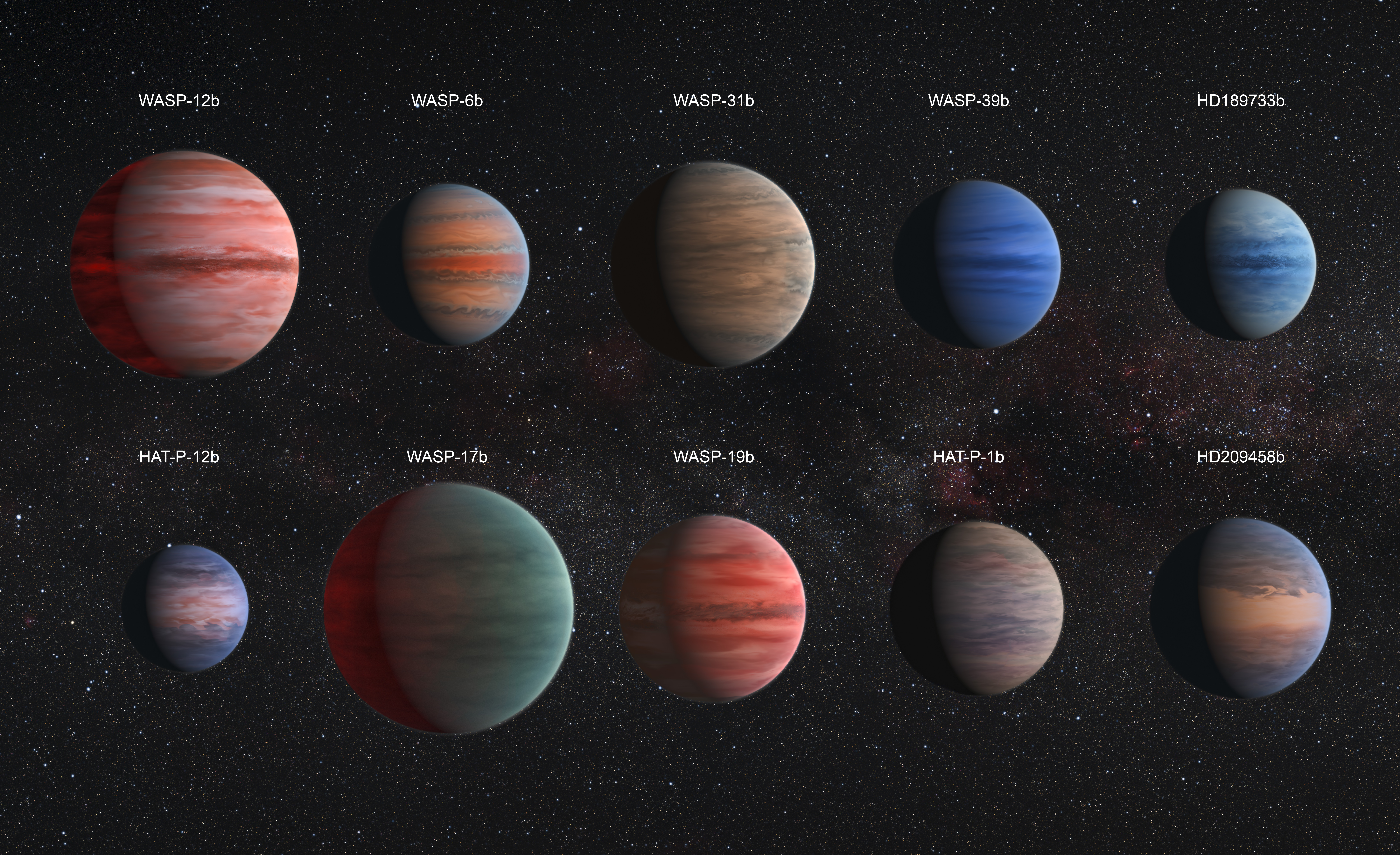
Comparație dintre exoplanete de tip „Jupiter fierbinte” (concept de artist).De la stânga sus la dreapta jos: WASP-12b, WASP-6b, WASP-31b, WASP-39b, HD 189733b, HAT-P-12b, WASP-17b, WASP-19b, HAT-P-1b și HD 209458b.

## Denumire
În 2019, Uniunea Astronomică Internațională (UAI) a anunțat, prin intermediul programului NameExoWorlds, că WASP-6 și planeta sa WASP-6b vor primi nume oficiale alese de elevi din Republica Dominicană. Planeta WASP-6b poartă numele de Boinayel, o zeitate taino a ploii, care fertiliza solul.

## Orbită
Un studiu din 2012, utilizând efectul Rossiter–McLaughlin, a determinat că orbita planetară este probabil aliniată cu planul ecuatorial al stelei, cu o abatere de la aliniere de -11 +18
−14 °. 

## Atmosfera
Observații cu Telescopul Magellan au studiat tranzitele la diferite lungimi de undă. Studiul a observat o scădere a adâncimii tranzitului în funcție de lungimea de undă, caracteristică unei cețe de împrăștiere. Nu au fost detectate caracteristici spectrale semnificative. Un studiu din 2015, care a utilizat date de la Telescopul Spațial Hubble și Telescopul Spațial Spitzer, a găsit, de asemenea, dovezi ale unei cețe de împrăștiere, dar a identificat dovezi provizorii pentru sodiu și potasiu. Un alt studiu din 2015, realizat cu ajutorul Telescopului Spațial Spitzer, a detectat eclipsa planetei din spatele stelei gazdă. Studiul a determinat o temperatură diurnă de 1235+70
−77 K ( 962+70
−77 °C ) și 1118+68
−74 K ( 845+68
−74 °C) pentru canalele de 3,6 μm și, respectiv, 4,5 μm. Un studiu din 2019, care a utilizat date de la observatoare terestre precum Very Large Telescope și telescoape spațiale precum Transiting Exoplanet Survey Satellite, a analizat atmosfera lui WASP-6b. Acest studiu a confirmat prezența sodiului și potasiului în atmosferă. De asemenea, a identificat vapori de apă în atmosfera planetei. Studiul a concluzionat că, în ciuda prezenței unei cețe în atmosfera lui WASP-6b, planeta rămâne un obiect favorabil pentru caracterizarea atmosferică viitoare cu misiuni precum JWST.